# Скарборо (Мен)
Скарборо (англ. Scarborough) — місто (англ. town) в США, в окрузі Камберленд штату Мен. Населення — 22 135 осіб (2020). Скарборо розташоване за 10 км на південь від Портленда, на березі затоки Мен. 

## Географія
Згідно бюро перепису населення США, загальна площа міста  — 143,3 км², з яких: 123,6 км²  — земля та 19,7 км² (13,76 %)  — вода.

## Демографія
Згідно з переписом 2010 року, у місті мешкало 18 919 осіб у 7506 домогосподарствах у складі 5201 родини. Було 8617 помешкань
Расовий склад населення:
| - 94,9 % — білих - 2,7 % — азіатів - 0,5 % — чорних або афроамериканців - 0,2 % — корінних американців |

До двох чи більше рас належало 1,4 %. Частка іспаномовних становила 1,2 % від усіх жителів.
За віковим діапазоном населення розподілялося таким чином: 23,6 % — особи молодші 18 років, 59,2 % — особи у віці 18—64 років, 17,2 % — особи у віці 65 років та старші. Медіана віку мешканця становила 44,5 року. На 100 осіб жіночої статі у місті припадало 93,9 чоловіків;  на 100 жінок у віці від 18 років та старших — 91,1 чоловіків також старших 18 років.
Середній дохід на одне домашнє господарство  становив 109 290 доларів США (медіана — 89 255), а середній дохід на одну сім'ю — 126 961 долар (медіана — 109 434). Медіана доходів становила 68 042 долари для чоловіків та 53 722 долари для жінок. За межею бідності перебувало 5,1 % осіб, у тому числі 6,7 % дітей у віці до 18 років та 6,3 % осіб у віці 65 років та старших.
Цивільне працевлаштоване населення становило 10 748 осіб. Основні галузі зайнятості: освіта, охорона здоров'я та соціальна допомога — 22,7 %, роздрібна торгівля — 16,9 %, фінанси, страхування та нерухомість — 13,4 %, науковці, спеціалісти, менеджери — 12,9 %.